# Fisting

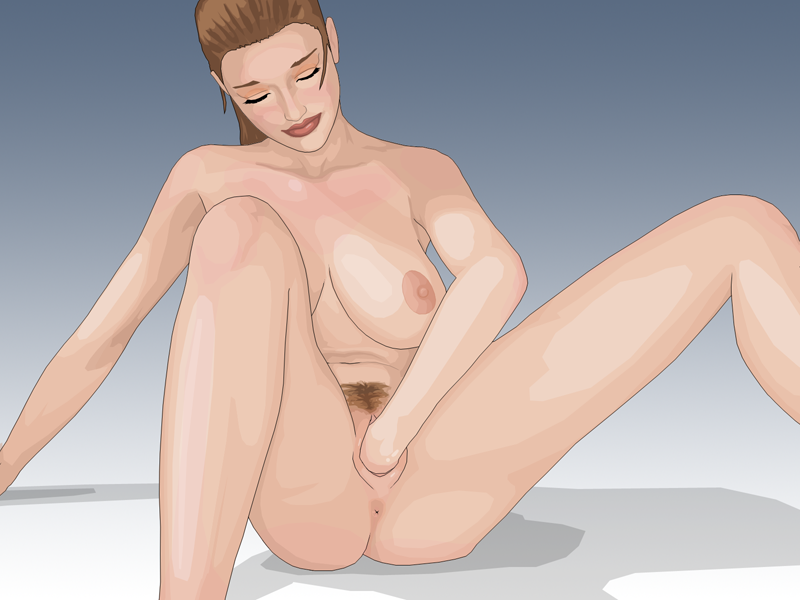
Una donna si masturba praticando il fisting

Il fisting (dall'inglese fist, "pugno"), è una pratica sessuale umana estrema che consiste nell'introduzione dell'intera mano e, in alcuni casi, anche di due mani contemporaneamente all'interno della vagina o del retto.

## Rischi
Questa pratica richiede una certa predisposizione fisica ed in ogni caso una preparazione per poter estendere l'elasticità dei tessuti ad un punto tale da poter accogliere la mano. La componente psicologica e il coinvolgimento fiducioso nei riguardi del fister (colui che inserisce), è una condizione indispensabile affinché il fistee (colui che riceve) sia completamente rilassato e sereno. Sebbene la vagina e l'ano siano elastici in ogni soggetto, non tutti hanno le capacità fisiche necessarie per attuare questa pratica. Si corre il rischio di creare traumi anche alla muscolatura sfinterica, i quali possono provocare incontinenza fecale. Per l'attuazione di questa pratica è altresì necessaria un'attenta igiene, specialmente per quanto riguarda il fisting anale, che non avendo una lubrificazione naturale, richiede molto lubrificante. È necessario avere le unghie accuratamente limate per non lacerare neanche minimamente la mucosa. È necessario non avere tagli, abrasioni o ferite che possono facilitare la trasmissione di sangue durante l'atto. Per prevenzione si usano solitamente guanti di lattice per uso chirurgico.

## Tipologie di fisting

### Vaginale
Il metodo più usato per la pratica del fisting vaginale consiste nella stimolazione dell'orifizio vaginale opportunamente lubrificato, partendo dalla penetrazione di un dito, sino ad arrivare a quattro dita escluso il pollice. Il pollice è l'ultimo dito che si inserisce, piegandolo sotto le altre quattro dita e formando una forma a becco della mano. La lubrificazione naturale è generalmente insufficiente per una pratica così estrema, perciò si utilizza del lubrificante intimo.

### Anale
Il metodo più usato per la pratica del fisting anale è uguale a quello per il fisting vaginale, con la differenza che il retto non ha lubrificazione propria come la vagina, pertanto è indispensabile un'abbondante lubrificazione artificiale. Nel caso di ferite nelle pareti del retto, è assai complesso accertarsene autonomamente, laddove non si notino vere e proprie perdite di sangue. La mancanza di terminazioni nervose nel retto, infatti, impedisce che si manifestino fenomeni quali senso di bruciore, dolore o altri sintomi di allarme (questi sintomi possono tuttavia essere avvertiti dal soggetto nel caso le ferite riguardino l'orifizio anale, maggiormente innervato rispetto al retto). È quindi d'uopo tenere sotto controllo la temperatura corporea nei giorni seguenti all'attuazione di pratiche estreme, e nel caso in cui si dovessero verificare stati febbrili, rivolgersi al più presto al proprio medico per verificare se ci sono infezioni. Tenendo presente la contiguità dell'intestino retto con il colon e altri organi importanti, una celere diagnosi può aiutare a risolvere l'infezione prima che si estenda in altre zone circostanti molto delicate.